# Église d'Ykspihlaja
L’église d'Ykspihlaja (finnois : Ykspihlajan kirkko) est une église luthérienne située à Kokkola en Finlande.

## Description
Conçue par Aarne Nuortila, l'église en briques rouges est la deuxième église du vieux Kokkola par sa taille.
Elle est inaugurée en 1968 et dispose de 350 sièges.
L'orgue à 14 jeux est de la fabrique d'orgues de Kangasala.